# Juryj Astrauch
Juryj Astrauch (biał. Юрый Астраух, ros. Юрий Остроух, Jurij Ostrouch; ur. 21 stycznia 1988 w Lidzie) – białoruski piłkarz występujący na pozycji obrońcy.